# Eueremaeus elongatus
Eueremaeus elongatus är en kvalsterart som först beskrevs av K. Fujikawa 1972.  Eueremaeus elongatus ingår i släktet Eueremaeus och familjen Eremaeidae. Inga underarter finns listade i Catalogue of Life.